# Plátanos (Buenos Aires)
Plátanos es una localidad del partido de Berazategui, en la provincia de Buenos Aires, Argentina. Forma parte del aglomerado urbano del Gran Buenos Aires.

## Población
Según el anterior censo, cuenta con 15,953 habitantes (Indec, 2001).

## Historia
Ubicada en su gran mayoría en las tierras de la familia Godoy, la estación local del ferrocarril recibió este nombre desde 1875 hasta el 1 de febrero de 1906, cuando cambió por Plátanos. Es evidente que por la especie de árboles que decora los paseos públicos y plazas, con hojas de tipo palmiformes y caducas; pero es la única estación en la cual no hay un solo plátano.
El 6 de abril de 1875, Laureano Godoy vendió al ferrocarril de Buenos Aires al Puerto de la Ensenada, las tierras donde se construiría la estación y demás instalaciones. También se concibió en esa fecha, la creación de un proyecto de pueblo, que se denominó “San Agustín” y se vendieron varios solares en esa ocasión, que fue el incipiente comienzo del futuro Plátanos, pero ese pueblo se llamó solo “Godoy”, por la estación, según se puede constatar en las actas de la iglesia de Santa María de Hudson.
Hacia fines del siglo XIX, la familia Godoy dividió sus tierras entre los hijos del matrimonio de Don José Godoy y Doña Agustina Cos de Godoy y parte de estas propiedades fue comprada por un familiar de los Godoy, Don Claudio Ruiz de Barracas al Sud, actual Avellaneda, y loteó 12 manzanas adyacentes a las vías y a las Av. Bemberg, denominándola “Villa Matilde”, primer pueblo de Hudson.
Don Alfonso Ayerza compró en forma indirecta parte de la propiedad y fundó una estancia y Haras llamada “Las Hormigas”, donde se criaba caballos árabes. En su propiedad, que llegó a tener 150 hectáreas, parquizó con especies exóticas los senderos con gran estilo paisajístico, existían muchas araucaria, plátanos, cedros, palmeras y sobre construyó, con la intervención del arquitecto Joaquín Mariano Belgrano, un hermoso casco de estancia, que denominó Quinta Grande, que tenía 950 m². También colocó fuentes y hermosísimas estatuas con pedestales. Tenía otras comodidades, como una pileta de natación que construyó en 1925, con capacidad de 2.000.000 L, pero antes había excavado una laguna artificial con una superficie de 2 ha, con una isla en el medio. También se utilizaba para refrescarse en verano las aguas del arroyo “Las Conchitas” (ahora Plátanos), en ese momento no estaba contaminado; en donde se navegaba hasta la desembocadura, en puerto Colares, antiguo puerto contrabandista. Hoy este arroyo se encuentra rectificado.
En esas tierras, cerca del puente ferroviario, Ayerza, colocó una hermosa estatua, réplica de la Venus de Milo, de tamaño natural, con un gran pedestal, en medio del arroyo (1916). 
El personal, en verano, llegaba a más de 30 personas, muchas se radicaron en la zona. Ganó premios de la Sociedad Rural Argentina. El último mayordomo de la estancia fue Don Gregorio Serventi (16/02/1916-18/07/1999), premiado por su participación en la cría de caballos, desfilando a vista de muchos presidentes de la Nación, en Palermo.
Una de las hijas de Ayerza, de nombre Blanca, pero llamada Cachita, se casó con el gran Arq. Alejandro Bustillo, creador de grandes edificios como el Monumento a la Bandera en Rosario, el Hotel Llao-Llao original y su reconstrucción, la Plaza Perito Moreno y la Catedral en San Carlos de Bariloche; la residencia El Messidor y Capilla Nuestra Señora Virgen de la Asunción en Villa La Angostura;  la urbanización de la Bristol, la Rambla, Casino y Hotel Provincial en Mar del Plata; el Hotel Cataratas, la Plaza San Martín, la plaza 9 de Julio, el Parque municipal y la residencia del gobernador de Misiones en Posadas; la sede del Jockey Club en la ciudad de La Plata, el edificio del Banco Nación de Plaza de Mayo, y plazoleta del Cabildo en CABA, y otras numerosas edificaciones y destacadas casas de campo de la aristocracia rural argentina. Uno de los ocho hijos de la pareja fue el artista plástico César Bustillo, reconocido en su patria chica: Plátanos. Esta próximo a inaugurarse su museo en su antiguo atelier, donado por la familia a la municipalidad el 4 de agosto de 1999 y efectivizado en el 2002.

### Final de la Estancia Las Hormigas
Con el fallecimiento de Don Alfonso Ayerza, sus hijos continuaron algún tiempo en Plátanos. Luego, vendieron las tierras al colegio San Salvador, de la orden religiosa de los jesuitas, que a su vez, vendieron a una compañía italiana, textil llamada SNIAFA, productora de rayón.
En 1952, comenzó la producción de Fibrana, y la contaminación del arroyo, por sus efluentes industriales. SNIAFA llegó a tener 12 bombas de agua, un tanque elevado de un 1.000.000 L de agua, 1,5 ha de calles pavimentadas, y una superficie cubierta de 60.370 m², quedando el casco del Haras Quinta Grande dentro de las 73 ha de la fábrica; sirvió de hotel y comedor para el personal italiano. El resto se vendió y comenzó a poblarse poco a poco.
El ciclo industrial de SNIAFA terminó en 1981 y sus trabajadores fueron despedidos. Quedó sólo una discreta vigilancia. Fue consecuencia de las políticas de derecha neoliberales del ministro de Economía José Alfredo Martínez de Hoz durante la dictadura.
En 1965, el primer Concejo Deliberante de Berazategui eligió la fecha del “1 de febrero de 1906”, como día de las fiestas patronales de la localidad. Fue votada por unanimidad por los concejales presentes. Pero 31 años después, fue votada otra fecha, sin anular la anterior.

## Plátanos, hoy
El 8 de junio de 1990, la Gobernación de Antonio Cafiero compró el predio en unos 10.000.000 de dólares, y comenzó el anuncio de un ambicioso proyecto habitacional, que consistía en la construcción de varias torres de departamentos; lógicamente también se promete campos de deportes, una escuela técnica, iglesia, espacios verdes y un centro cultural en Quinta Grande. 
En el proyecto participó personal de la Municipalidad de Berazategui; de la Dirección de Ordenamiento Urbano y la Subsecretaría de Urbanismo y Vivienda del Ministerio de Obras y Servicios Públicas, ambas de la provincia de Buenos Aires. No se cumplió.
Con el tiempo, surgió un nuevo proyecto: un polo industrial de pequeña empresas (1996).
Comenzó una nueva y acelerada depredación de los árboles y la casona Quinta Grande, que fue nombrada "Monumento Histórico Provincial (Ley 12.800/01), por la Asociación Orígenes de Berazategui, que ya había sufrido un incendio intencional en abril de 2000, es casi demolida en 2002. Sus restos hoy son contrapisos, en las viviendas cercanas, sus ladrillos deben ser precarios muros y algún macetero adorna una casa sobre el barrio Bustillo.
En el mismo 2002, la Provincia cedió la propiedad a la Municipalidad, y formó el polo industrial.

## Instituciones

### Instituciones Educativas
- EPB 17 (1955)
- EPB 22 (13/04/1958)
- EPB 48 (Esta escuela pertenece al Barrio Bustillo, localidad de G. E. hudson)
- EPB 51 (1990)

- Colegio católico María Ward (1952) con Primaria y Secundaria.
- Pileta de Plátanos (1965), del Sindicato de la Alimentación.
- Jardín de Infantes 901 (1963).
- Jardín maternal municipal en el barrio 3 de Junio.
- Varias salitas de primeros auxilios entre ellas la N° 2 y la N° 10, Dr. Mariano Pauluk.
- El artículo de limpieza (comúnmente llamado Bazar), ubicado en las cercanías de las estación de Plátanos (y en donde algunos solían practicar Ajedrez a modo de distracción).

### Sociedades de Fomento
- Plátanos (20/06/1956)
- Villa Chingolo (1952), 3 de junio
- Iglesia Santa Isabel de Hungría (20/06/1973)
- Iglesia Reformada Holandesa (1962)
- Iglesia Bautista Húngara ( 1967 )
- varias iglesias evangelistas.

Funcionan las instalaciones de Radio Comunicaciones de la Policía Federal, en el antiguo bañado, al este de las vías.
- Biblioteca José Ingenieros (12/05/1984)
- Centro de Jubilados, “La Amistad” (1997) que ocupaba la casa en diagonal J entre 159 y 159A, de Eduardo Atminis, y ocupa instalaciones en la plaza principal, llamada con anterioridad “Plaza Unidad Nacional”, reinaugurada en 1999 (fue habilitada en 1985 con el advenimiento de la democracia) con el nombre de “Juan Mussi Padre”.

Desde la Estación de Plátanos, en épocas de lluvia, la vista hacia el Río de la Plata era de una inundación total. 
Miembros de la sociedad de fomento siguiendo el cauce del arroyo descubrieron que el dueño de unas vaquitas había creado un embalse artificial.
Alrededor de la década de 1950, en la margen del Río de la Plata había una compañía que procesaba harina de pescado. El personal constaba de veteranos de la Guerra Mundial. Con caballos, jalaban una enorme red y hervían el producto en enormes bateas.
El suministro de electricidad emanaba del Colegio de Monjas y esta red era tan disfuncional que en la hora pico la gente reemplazaba las bombitas a 110 voltios. 
El estándar de seguridad de la Sniafa era paupérrimo. Operarios se quejaban de problemas oculares debido a ácido sulfúrico. Un desastre ecológico: toda la vida ictiológica del arroyo fue destruida.
La constitución del suelo era sedimentario de conchillas.
Una empresa de comerciantes judíos transformó la lagunita en una popular piscina de natación pública que se ve desde la Estación Plátanos.
La deficiente infraestructura obligaba a la población al agua de bomba junto con las cámara séptica con los obvios riesgos sanitarios, un problema general del Gran Buenos Aires.

## Personajes
- Alfonso Ayerza: estanciero, criador de caballos árabes. Falleció en 1942.
- Luis Bianchi: pintor (1922 - 26/08/2007).
- Alejandro Bustillo: arquitecto (18/03/1889 - 3/11/1982).
- Esteban Gregorio Serventi: domador de caballos. (16/02/1912 - 18/07/1999). Fue el último mayordomo de la estancia Las Hormigas, en Plátanos.
- Vicente Selvaggio: constructor. Socio fundador de la sociedad de fomento Plátanos.
- Julio Giménez: concejal por la UCR en dos ocasiones. Empleado de SNIAFA. Delegado municipal. Su nombre fue impuesto a la diagonal J, de Plátanos.

## Parroquias de la Iglesia católica en Plátanos
| Diócesis  | Quilmes                 |
| --------- | ----------------------- |
| Parroquia | Santa Isabel de Hungría |